# Pimelodus altissimus
 Pimelodus altissimus és una espècie de peix de la família dels pimelòdids i de l'ordre dels siluriformes.

## Distribució geogràfica
Es troba a Sud-amèrica: conca del riu Amazones.